# Jean Rivier
Pour les articles homonymes, voir Rivier.
Jean Rivier est un compositeur français né le 21 juillet 1896 à Villemomble et mort le 6 novembre 1987 à La Penne-sur-Huveaune.

## Biographie
Jean Rivier est le fils du pharmacien Henri Rivier, co-inventeur du papier d'Arménie. Il ne fait pas d'études musicales avant la fin de la Première Guerre mondiale, dans laquelle il est engagé à partir de décembre 1914. En août 1918, il est gazé à l'ypérite. Il en gardera une santé fragile toute sa vie.
Jean Rivier, après des études de philosophie, intègre en 1922 le Conservatoire national de musique et de déclamation de Paris dans les classes de Jean Gallon (harmonie), Georges Caussade (fugue et contrepoint) et Maurice Emmanuel (histoire de la musique), étudiant également le piano avec Paul Braud (un élève de César Franck) et le violoncelle avec Paul Bazelaire. En 1926, il y obtient le 1er prix de fugue et contrepoint (écriture musicale) la même année qu'Olivier Messiaen. 
À cette même période, mais plus âgé, un compositeur Paul Rivier exerce à Lyon, dans des styles autres, il est proche des Revues Parisiennes. La SACEM, Société des Auteurs Compositeurs et Éditeurs de musiques rue Chaptal à Paris, doit différencier les œuvres déposées par Paul, ce pianiste expert de Lyon, qui créa de nombreux titres d'opérettes ou du music-hall et travailla avec l'O.R.T.F., antenne régionale de radio située cours Gambetta à Lyon, de celles de Jean totalement différentes.
De 1936 à 1940, avec Pierre-Octave Ferroud et Henry Barraud, Jean prend une part active au Triton,, société de musique contemporaine, qui tente de réconcilier les différentes tendances de la musique française du XXe siècle.
À partir de 1947 il est professeur de composition, d'abord en alternance avec Darius Milhaud, titulaire de la classe et auquel il succède pour enseigner à temps plein de 1962 à 1966. Influencé par Ravel, Roussel, Prokofief et Jolivet, il a écrit huit symphonies (sept de 1932 à 1961 et la dernière en 1978), une dizaine de concertos, une importante musique de chambre et un Requiem (1953). Il a reçu le Grand Prix musical de la Ville de Paris en 1971.
Il a été le professeur de Charles Chaynes, Georges Delerue, Xavier Darasse, Tôn-Thât Tiêt et Gareth Walters.

## Style
N'adhérant pas aux courants majoritaires de son époque (tel que le sérialisme), Jean Rivier a un style de musique principalement tonale, proche du romantisme  et « plaçant l'expression musicale avant toute recherche abstraite de langage ».
Ses compositions témoignent néanmoins d'une forte imagination et peuvent être, à l'instar de son contemporain Dmitri Chostakovitch, empreinte d'humour (comme dans Vénitienne, ou dans le sarcastique final de son Concerto de Saxophone), ou au contraire faire preuve d'un « dépouillement le plus convaincant (Heureux ceux qui sont morts...) », ou encore, comme l'indiquera le musicologie Antoine Goléa, « donner une splendide incarnation musicale aux expériences spirituelles que les situations extrêmes, le danger permanent de la mort, permettent de connaître et d'approfondir », notamment dans son Requiem de 1953 et dans son Christus Rex de 1967.
Le critique musical Bernard Gavoty et le compositeur Daniel-Lesur écriront que « en tant que musicien [compositeur], c'est un constructeur. Fuir à la fois le conventionnel et le sensationnel, tel semble être le parti auquel s'est arrêté Rivier ».

## Décès

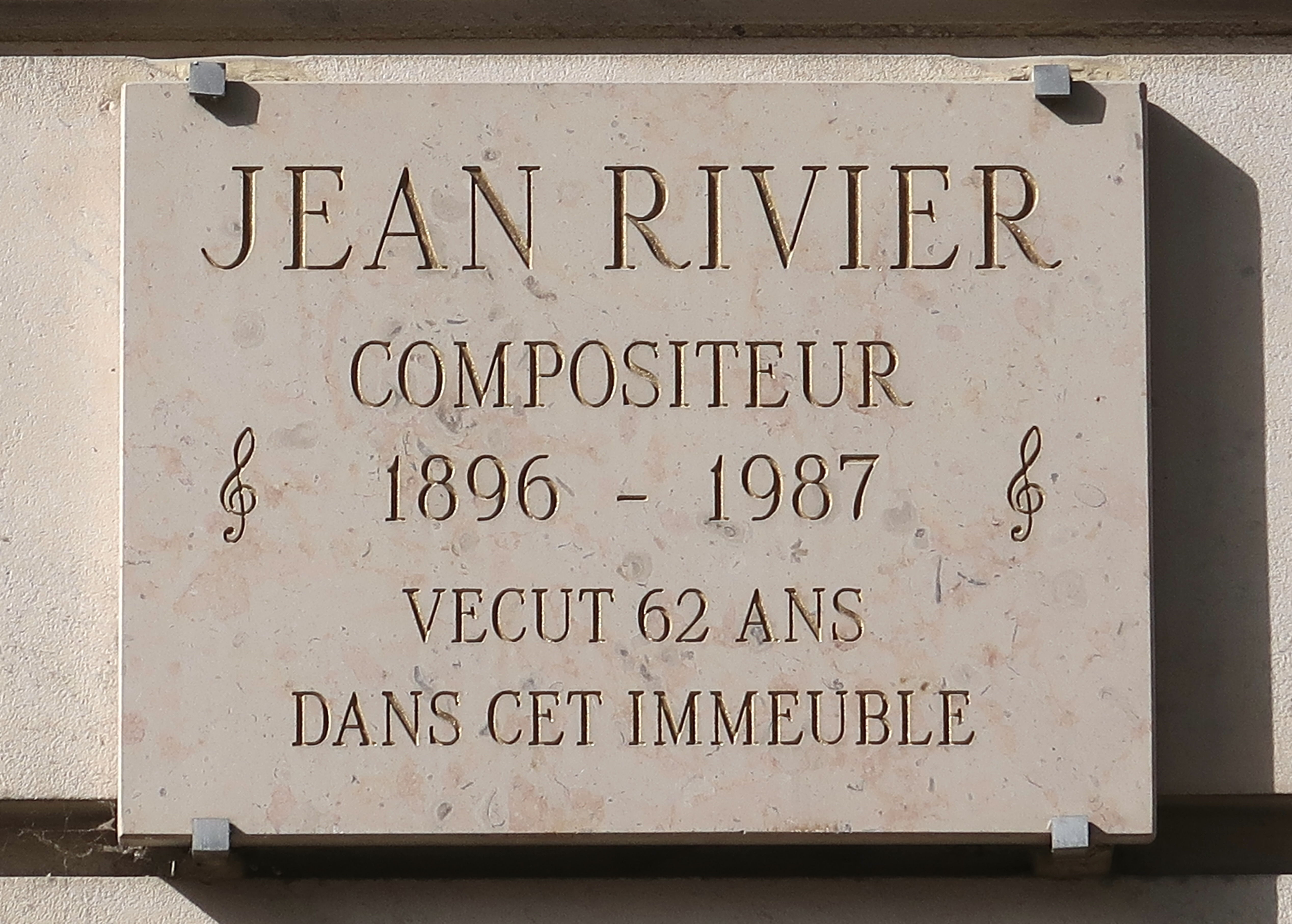
Plaque 18 rue Pierre-et-Marie-Curie (Paris), où il vécut.

Si lors de ses obsèques fut remarquée la présence de quelques-uns de ses anciens élèves comme Monic Cecconi, Tôn-Thât Tiêt, Antoine Tisné, Thérèse Brenet, Michel Decoust, Jean-Marie Londeix et Jean-Paul Holstein, cet important compositeur, dont l'illustre virtuose Marcel Mule interpréta souvent les pièces, mourut dans l'indifférence et en l'absence de toute manifestation officielle. On notera toutefois que le conservatoire de musique de sa ville natale, Villemomble porte son nom ainsi qu'une impasse, à Saint-Germain-de-Marencennes. Dans le 5e arrondissement de Paris, 18 rue Pierre-et-Marie-Curie, une plaque est apposée à sa mémoire.

## Catalogue des œuvres

### Symphonies
- Symphonie no 1 (création à Paris, le 29 janvier 1933)
- Symphonie no 2 en ut majeur, pour orchestre à cordes (1937)
- Symphonie no 3 en sol majeur, pour orchestre à cordes (1937, création à Paris, le 25 novembre 1940)
- Symphonie no 4 en si bémol majeur, pour orchestre à cordes (1947)
- Symphonie no 5 en la mineur (1950, création à Strasbourg, le 24 juin 1951)
- Symphonie no 6 en mi mineur « Les Présages » (1958, création à Paris, le 11 décembre 1958)
- Symphonie no 7 en fa majeur « Les Contrastes » (1961)
- Symphonie no 8 ou Symphonie d'archets, pour orchestre à cordes (1978)

### Musique de chambre
- Contrebasse
  - Pièce en ré
- Flûte
  - Virevoltes (1972)
- Piano
  - Trois pointes sèches (1952)
  - Stridences (1956)
  - Quatre fantasmes (1967)
- Deux pianos
  - Concerto no 1 en ut (1940)
  - Concerto breve (1953)
  - Quatre séquences dialoguées (1973)
- Alto et piano
  - Doloroso et giocoso (1969)
- Flûte et piano
  - Concerto pour flûte (1956)
- Flûte et clarinette
  - Duo pour flûte et clarinette (1968)
- Trompette et piano
  - Concerto pour trompette (1970)
- Trois instruments
  - Concerto pour saxophone, alto et trompette (1954)
- Quatre instruments
  - Quatuor à cordes no 1 en Sol majeur (1924)
  - Quatuor à cordes no 2 en Fa majeur (1940)
  - Grave et presto, pour 4 saxophones (1972)
- Cinq instruments
  - Capriccio (1972)

### Œuvres destinées à la formation des jeunes instrumentistes
- Piano
  - Le petit gondolier (1951)
- Violon et piano
  - Espagnole (1951)
- Flûte et piano
  - Comme une tendre berceuse (1984)
- Clarinette et Piano
  - Berceuse pour Clément (1982)
  - Trois mouvements (1985)

### Orchestre à cordes
- Triades (1967)

### Musique concertante
- Alto
  - Concerto pour alto (1935)
- Basson
  - Concerto pour basson (1963)
- Clarinette
  - Concerto pour clarinette (1958)
- Cuivres et timbales
  - Concerto pour cuivres et timbales (1963)
- Flûte
  - Concerto pour flûte (1956)
  - Concerto pour flûte, version pour orchestre d’harmonie (1956)
- Hautbois
  - Concerto pour hautbois (1966)
- Piano
  - Concerto no 1 en ut majeur (1940)
  - Concerto brève pour piano et cordes (1953)
- Saxophone et trompette
  - Concerto pour saxophone alto et trompette (1954)
  - Concerto pour saxophone alto et trompette, version pour orchestre d’harmonie (1954)
- Trompette
  - Concerto pour trompette (1970)
- Violon
  - Concerto pour violon (1942)
- Violoncelle
  - Rhapsodie pour violoncelle et orchestre (1927)

### Musique vocale
- Requiem (1953)
- Quatre chœurs pour voix de femme a cappella (1956)
- Deux poèmes de Ronsard et du Bellay (1963)
- Christus Rex (1967)
- Trois poèmes de Paul Gilson
- Psaume LVI
- Dolor

## Généalogie et Famille
- Jean Rivier est un descendant d'un des frères de Sainte Marie Rivier.
- Son père, Henri Rivier, pharmacien, s'est associé à la fin du XIXe siècle à Auguste Ponsot pour créer le papier d'Arménie. L'entreprise est dirigée aujourd'hui par l'arrière-petite-fille du fondateur.
- Il est le beau-frère de l'artiste plasticien Jean Peyrissac.

## Discographie
- Concerto pour Saxophone Alto, Trompette et Orchestre. Dans "Concertos pour Saxophones Français", Naxos 8.225127
- Concerto pour Saxophone Alto, Trompette et Cordes. Dans "Concertos pour Saxophone Virtuoses" (Virtuose Saxophonkonzerte), Koch Schwann
- Oiseaux tendres. Dans "WIESLER, Manuela: Musique pour Flute" Naxos BIS-CD-689
- Symphonies no 3 en sol, no 4 en si♭ et no 8 (toutes pour cordes), Orchestre de Chambre Calmel. Sous la direction de Bernard Calmel. Disque Pavane CD ADW 7328 (1994)
- Symphonie no 3, Orchestre Jean-François Paillard sous la direction de Jean-François Paillard. Disque (vinyle) Erato OS-2672-RE
- Jean Rivier: Symphonies Nos. 3 & 5, Georges Tzipine, Orchestre national de la Radiodiffusion française, enregistrement de 1959, BnF Collection, 2014